# Ghrelin

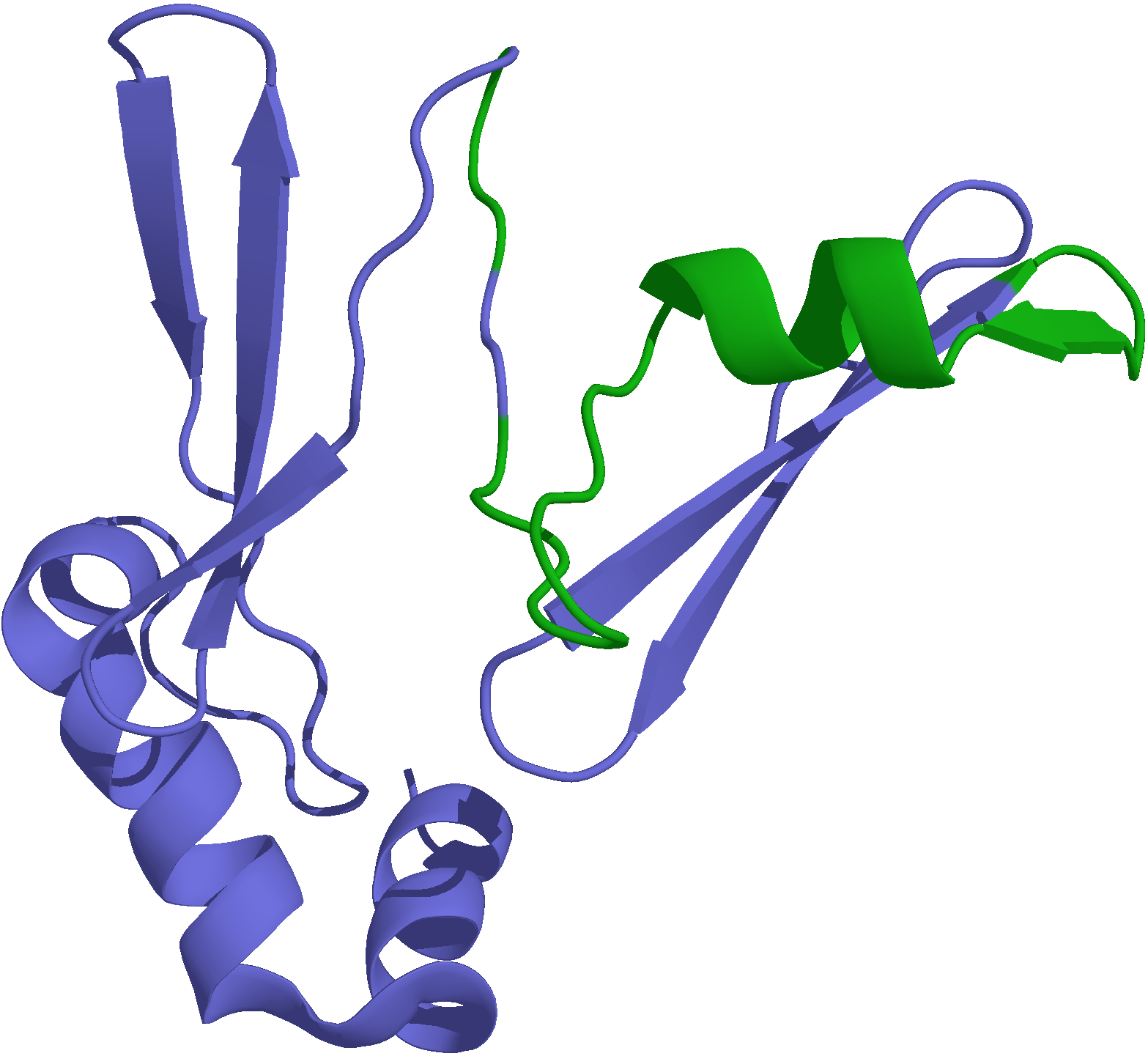
A preproghrelin szerkezete. Az érett ghrelin zöld színnel van jelölve

A ghrelin főleg az emésztőszervek által termelt peptidhormon, amelynek fő funkciója az éhségérzet kiváltása és az energia zsírszövetben és glikogénként való raktározása. Emellett aktiválja az agy jutalmazó rendszerét, feltehetően csökkenti a depressziót és az emésztőrendszerben gátolja a gyulladás kialakulását.
A ghrelint 1999-ben fedezték fel, neve az angol growth hormone releasing peptide - növekedési hormont felszabadító peptid - kifejezés rövidítéséből származik.

## Szintézise
Génje, a GHRL emberben a 3. kromoszómán található. Erről egy 117 aminosavból álló prekurzor fehérje, a preproghrelin íródik át, amelynek vágásával keletkezik a proghrelin, amelynek további módosításával jön létre a 28 aminosavas ghrelin (amely acilálatlan) és a C-ghrelin (acilált). A C-ghrelinből további négy aminosav eltávolításával a hatásával ellentétes funkciójú obesztatin keletkezik.
A ghrelin csak akkor képes kifejteni a hatását, ha acilálva van, vagyis a harmadik aminosavához (egy szerinhez) egy enzim kaprilsavat kapcsol. Az acilálatlan ghrelin nem képes kapcsolódni a receptorához, de a megfigyelések szerint hat a szívműködésre, növeli az étvágyat és gátolja a glükóz felszabadulását a májban. Előfordul, hogy nem kaprilsav, hanem más zsírsav kapcsolódik hozzá, de ezek a változatok is képesek aktiválni a ghrelinreceptort.
Ghrelintermelő sejtek elsősorban a gyomor falának mirigyeiben és a nyombélben találhatóak, de kisebb mértékben előfordulnak az éhbélben, tüdőben, a hasnyálmirigyben, nemi szervekben, mellékvesekéregben, méhlepényben és a vesében is. Újabban kimutatták, hogy az agyban is termelődik.

## Funkciója

### Az emésztőrendszerben
A ghrelin "éhséghormon", üres gyomor esetén termelődik és az agyban (valamint lokálisan az emésztőrendszerben) kiváltja az éhségérzetet. Része a szervezet energia-homeosztázisát szabályozó rendszerének: fokozza az energiabevitelt és az energiatöbbletet a zsír- és glikogénraktárakba irányítja. A fokozott ghrelintermelés a testsúly növekedésével jár. Kimutatták, hogy csökkenti a bolygóideg gyomrot érintő részének érzékenységét, vagyis az agy ezáltal kevésbé reagál a gyomor feszülési ingerére.
Szintje a vérben étkezés előtt a legmagasabb és közvetlenül utána a legalacsonyabb. Mesterségesen beinjekciózva mind emberben, mind patkányban megnövelte a táplálékbevitelt. Ez a hatás dózisfüggő volt, vagyis több hormon több étkezéssel járt együtt. Patkányokban a ghrelininjekció beindítja a táplálékkereső viselkedést, szimatolást, keresgélést, ételfelhalmozást. A testsúly csökkenése, fogyás esetén a ghrelinszint megnő és arra serkenti a szervezetet, hogy több ételt vegyen magához; hízáskor viszont a hormon szintje lecsökken. Kimutatták viszont azt is, hogy a már túlsúlyos személyek ghrelinszintje alacsonyabb az átlagosnál, kivéve a Prader-Willi-szindrómában szenvedőket. Az anorexia nervosával viszont többnyire magas hormonszint jár együtt.
A ghrelin fokozza a bélsejtek osztódását és gyulladás esetén gátolja apoptózisukat. Mivel akadályozza a gyulladáskeltést, felmerült terápiás alkalmazása a gyomor-bélrendszer gyulladásos folyamatai esetén.
A hasnyálmirigyben a helyi szomatosztatin-termelés aktiválásán keresztül meggátolja a glükóz indukálta inzulinszekréciót.

### A központi idegrendszerben
A ghrelin aktiválja az agy kolinerg-dopaminerg jutalmazó rendszerét is, vagyis fokozza a táplálkozással (és feltehetően az alkoholfogyasztással) együttjáró örömérzetet.
Állatokban kimutatták, hogy a ghrelin bejuthat a hippokampuszba, ahol befolyásolhatja a tanulást és a memóriát. Ez alapján lehetséges, hogy a tanulás nappal és éhesen a leghatékonyabb, amikor a ghrelinszint a legmagasabb. Azok az egerek, amelyekben kikapcsolták a ghrelin génjét, a külső stresszre fokozott szorongással válaszoltak. Elképzelhető, hogy a hormon csökkenti a depressziót.
Kimutatták, hogy azoknak, akik keveset alszanak, magasabb a ghrelinszintjük és hajlamosabbak lehetnek arra, hogy túlsúlyosak legyenek.
A ghrelin gátolja a gonadotropinfelszabadító hormon szekrécióját és csökkentheti a termékenységet.
A ghrelinreceptor, a GHSR1a nagy mennyiségben található a hipotalamuszban, az agyalapi mirigyben, a bolygóidegen és az emésztőrendszerben.
A kor előrehaladtával a ghrelin mennyisége a vérben fokozatosan nő; talán ez az egyik oka az időskori túlsúlynak.

## Fordítás
- Ez a szócikk részben vagy egészben  a   Ghrelin című angol Wikipédia-szócikk ezen változatának fordításán alapul.  Az eredeti cikk szerkesztőit annak laptörténete sorolja fel. Ez a jelzés csupán a megfogalmazás eredetét és a szerzői jogokat jelzi, nem szolgál a cikkben szereplő információk forrásmegjelöléseként.